# Nephrektomie
Nephrektomie ist der medizinische Fachausdruck für die operative Entfernung (Exstirpation) einer Niere. Man spricht auch von der Uninephrektomie. Beide Nieren werden bei Lebenden nur in sehr seltenen Ausnahmefällen entfernt.

## Indikation
Die Entfernung einer Niere wird zum Beispiel wegen irreversibler Nierenschädigungen bei schweren Verletzungen, angeborenen Anomalien, chronischen Entzündungen oder bösartigen Nierentumoren durchgeführt. Auch werden Nieren zur Nierenspende entfernt; hier wird zwischen der Lebendnierenspende und der Leichennierentransplantation unterschieden.

## Vorgehensweise
Die Niere wird meistens über einen Flankenschnitt in einer offenen Operation entfernt. Seit einiger Zeit werden Nephrektomien aber auch laparoskopisch assistiert durchgeführt. Hierbei wird die Niere laparoskopisch frei präpariert und anschließend über einen Hautschnitt aus dem Bauchraum geborgen. Nach einer beiderseitigen Nephrektomie ist eine Dialyse erforderlich; hier ist die glomeruläre Filtrationsrate das Ergebnis der Nierendialyse.

## Prognose
Die postoperative Niereninsuffizienz hat bei einem Nierenkrebspatienten auf das Langzeitüberleben teilweise einen noch größeren Einfluss als die Nephrektomie oder die Tumorresektion. Deswegen bevorzugt man heute organerhaltende Tumorresektionen.

## Geschichte
Dem Heidelberger Chirurgen Gustav Simon gelang am 2. August 1869 die erste erfolgreiche Nephrektomie der Welt beim Menschen. Zuvor hatte er den Eingriff in Tierversuchen trainiert. Er bewies damit, dass eine gesunde Niere allein die Urinausscheidung im Menschen komplett übernehmen kann.
Tierexperimentelle Nephrektomien des italienischen Anatomen Giuseppe Zambeccari (1655–1728) zeigten die Funktionsfähigkeit der Restniere. Josef Brandt (1838–1912) führte in Budapest bei einem 25-jährigen Mann (nach einer Messerstichverletzung) eine subtotale Nephrektomie durch. Vincenz Czerny führte 1887 erstmals eine Nierenteilresektion durch.